# Rhynchospora perplexa
Rhynchospora perplexa är en halvgräsart som beskrevs av Nathaniel Lord Britton. Rhynchospora perplexa ingår i släktet småag, och familjen halvgräs. Inga underarter finns listade i Catalogue of Life.